# San Luis, Antioquia
San Luis este un municipiu din departamentul Antioquia, Columbia.